# Мирко Браун
Мирко Браун (20. август 1942 — 22. март 2004) био је југословенски и хрватски фудбалер.

## Каријера
Играо је на позицији одбрамбеног играча, а прве фудбалске кораке направио је у Уни из Дубице (данас Хрватска Дубица). Крајем 1960. године је дошао на пробу у загребачки Динамо као перспективни леви бек, и одмах се његова игра допала тренеру. Нанизао је 73 првенствене утакмице за Динамо, успут је три пута наступио за репрезентацију Југославије. Био је и учесник финала 1963. године у Купу сајамских градова у ком је Динамо играо против Валенсије. Због тешке саобраћајне несреће коју је доживео 1964. године није успео да оствари пуни потенцијал у својој каријери.
У спортским круговима старе Југославије касније је био познат по кафићу „Чарли“, у центру Загреба. Преминуо је у Загребу 23. марта 2004. године, након дуге и тешке болести.